# Box na Letních olympijských hrách 1928
Box na Letních olympijských hrách 1928 v Nizozemsku.

## Medailisté

### Muži
| Kategorie                    | Zlato                               | Stříbro                                        | Bronz                                        |
| ---------------------------- | ----------------------------------- | ---------------------------------------------- | -------------------------------------------- |
| Muší váha (– 51 kg)          | Antal Kocsis · Maďarsko (HUN)       | Armand Apell · Francie (FRA)                   | Carlo Cavagnoli · Itálie (ITA)               |
| Bantamová váha (– 54 kg)     | Vittorio Tamagnini · Itálie (ITA)   | John Daley · Spojené státy americké (USA)      | Harry Isaacs · Jihoafrická unie (RSA)        |
| Pérová váha (– 58 kg)        | Bep van Klaveren · Nizozemsko (NED) | Víctor Peralta · Argentina (ARG)               | Harold Devine · Spojené státy americké (USA) |
| Lehká váha (– 62 kg)         | Carlo Orlandi · Itálie (ITA)        | Stephen Halaiko · Spojené státy americké (USA) | Gunnar Berggren · Švédsko (SWE)              |
| Lehká střední váha (– 67 kg) | Ted Morgan · Nový Zéland (NZL)      | Raúl Landini · Argentina (ARG)                 | Raymond Smillie · Kanada (CAN)               |
| Střední váha (– 73 kg)       | Piero Toscani · Itálie (ITA)        | Jan Heřmánek · Československo (TCH)            | Léonard Steyaert · Belgie (BEL)              |
| Polotěžká váha (– 80 kg)     | Víctor Avendaño · Argentina (ARG)   | Ernst Pistulla · Německo (GER)                 | Karel Miljon · Nizozemsko (NED)              |
| Těžká váha (+ 80 kg)         | Arturo Rodríguez · Argentina (ARG)  | Nils Ramm · Švédsko (SWE)                      | Michael Michaelsen · Dánsko (DEN)            |

## Přehled medailí podle zemí
| Pořadí | Země                         | Zlato | Stříbro | Bronz | Celkově |
| ------ | ---------------------------- | ----- | ------- | ----- | ------- |
| 1.     | Itálie (ITA)                 | 3     | 0       | 1     | 4       |
| 2.     | Argentina (ARG)              | 2     | 2       | 0     | 4       |
| 3.     | Nizozemsko (NED)             | 1     | 0       | 1     | 2       |
| 4.     | Maďarsko (HUN)               | 1     | 0       | 0     | 1       |
| 4.     | Nový Zéland (NZL)            | 1     | 0       | 0     | 1       |
| 6.     | Spojené státy americké (USA) | 0     | 2       | 1     | 3       |
| 7.     | Švédsko (SWE)                | 0     | 1       | 1     | 2       |
| 8.     | Francie (FRA)                | 0     | 1       | 0     | 1       |
| 8.     | Německo (GER)                | 0     | 1       | 0     | 1       |
| 8.     | Československo (TCH)         | 0     | 1       | 0     | 1       |
| 11.    | Belgie (BEL)                 | 0     | 0       | 1     | 1       |
| 11.    | Kanada (CAN)                 | 0     | 0       | 1     | 1       |
| 11.    | Dánsko (DEN)                 | 0     | 0       | 1     | 1       |
| 11.    | Jihoafrická unie (RSA)       | 0     | 0       | 1     | 1       |